# Lobul lui Roche

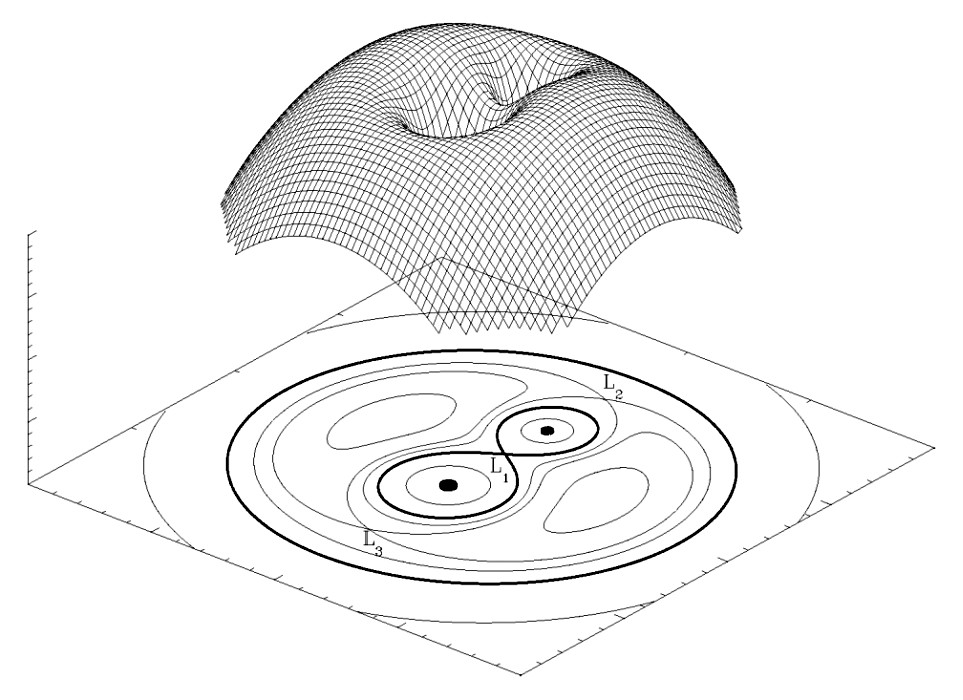
Potențial Roche într-un sistem de două corpuri având un raport al maselor egal cu 2. Cele două depresiuni de potențial corespund celor două corpuri. La mare distanță, potențialul centrifug predomină, iar forma suprafeței se apropie de aceea a unui paraboloid. L1, L2, L3 sunt Punctele Lagrange. L1 este un punct de trecere; L2, L3 (și L4 și L5, nereprezentate în desen) sunt „vârfuri” (Extremum).

Un lob al lui Roche este o suprafață echipotențială a lui Roche. Ea este trasată într-un reper rotitor legat de două corpuri cerești care orbitează. Potențialul lui Roche ține cont atât de forța de gravitație cât și de forța centrifugă. Prin extindere, echipotențiala particulară pentru care forța este nulă este denumită lobul lui Roche.
Lobii lui Roche sunt denumiți așa în onoarea astronomului și matematicianului francez Édouard Roche care a introdus această noțiune în 1873.
Studiul lor este în mare parte izvorât din lucrările lui Joseph Louis de Lagrange.
Lobii lui Roche sunt utilizați în studiul stelelor binare (două stele care se rotesc una în jurul celeilalte (Lobii lui Roche formează, în acest fel, un soi de „8” mare în jurul celor două stele. Lobii lui Roche se întâlnesc în Punctul Lagrange L1, acolo unde linia lui 8 se întretaie. Când o stea atinge limitele lobului său Roche (dacă este de exemplu o supergigantă roșie, ea pierde materie prin acest punct. Această materie poate fi acretată de cea de a doua stea, sau, dacă aceasta este o gaură neagră sau o stea neutronică, să formeze un disc de acreție.